# Сремски-Карловци
Сремски-Карловци (Сремски(е) Карловцы, серб. Сремски Карловци, нем. Karlowitz, хорв. Srijemski Karlovci, венг. Karlóca, тур. Karlofça, рум. Carloviţ) — город в Воеводине, входящей в состав Сербии, в регионе Срем, расположенный на берегу Дуная, в 8 км от Нови-Сада.

## История
В античные времена на месте города размещалась небольшая римская крепость. В 1308 году город впервые упоминается в документах как венгерская крепость Каром (венг. Karom), построенная на руинах античной. В 1521 году город был захвачен Османской империей, а в 1532 впервые был упомянут как Карловцы. В 1698—1699 годах в городе проходил международный конгресс, по итогам которого был заключён Карловицкий мир между Османской империей и Австрией и её союзниками, в результате чего Карловцы отошли к Австрии и вошли в состав Военной границы.
С начала XVIII века в городе располагалась резиденция митрополита Карловацского, главы православных на территории Габсбургской империи.
В 1735 году здесь прошёл Великий церковно-народный собор, в 1791 была открыта первая сербская гимназия, а в 1794 — сербская семинария.

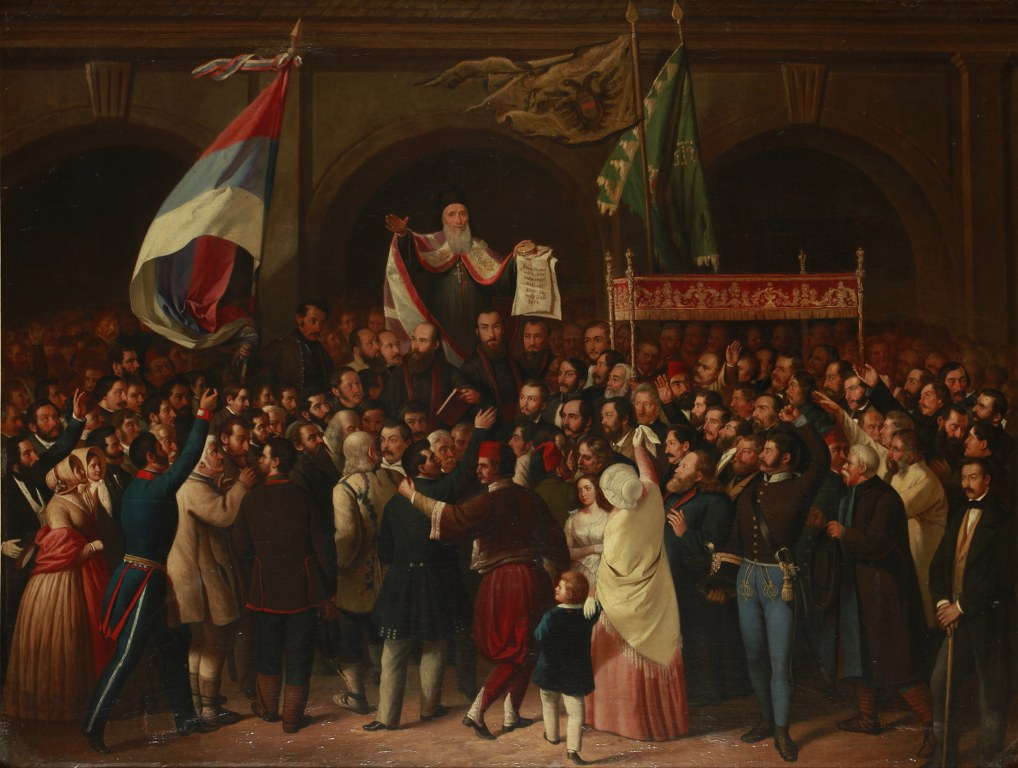
Провозглашение Сербской Воеводины в 1848 году

В мае 1848 года в Карловцах состоялось заседание Сербской народной ассамблеи, провозгласившей объединение Срема, Баната, Бачки и Бараньи в автономную провинцию Сербская Воеводина, столица которой первоначально размещалась в Карловцах. В том же году был учреждён Карловацкий патриархат, существовавший до 1920 года, когда он объединился с Белградской митрополией, образовав единую Сербскую православную церковь. После учреждения в 1849 году баната Сербская Воеводина и Тамиш Карловцы не вошли в него, а остались в составе Военной границы, отойдя к Славонской краине, а после её расформирования вошли в 1881 году в Королевство Хорватии и Славонии в составе Австро-Венгрии.
В 1918 году город вошёл в состав Королевства сербов, хорватов и словенцев. В 1920-х годах в городе располагалась штаб-квартира русского Белого движения под командованием генерала Петра Врангеля и Архиерейский синод Русской православной церкви заграницей. В 1924 году здесь был подписан Приказ генерала Врангеля о преобразовании Русской Армии в Русский Обще-Воинский Союз (РОВС). Здесь же были подписаны Распоряжения о запрете офицеров состоять в политических партиях и организациях. После неудачной попытки в 1926 году представителей ИНО ОГПУ устранения Главнокомандующего, генерал Врангель переехал в Брюссель, считая Бельгию более безопасной страной для проживания. В 2007 году в городе установлен памятник Врангелю работы российского скульптора Василия Аземши.
В 1929 году город вошёл в состав Дунайской бановины Югославии, а в 1941 — в Независимое государство Хорватия и был переименован в Хорватские Карловцы (хорв. Hrvatski Karlovci). После 1945 года город отошёл к Воеводине. В 1980—1989 годах был включён в состав Нови-Сада, но вышел по итогам местного референдума.

## Население
На 2002 год население Сремски-Карловцев состояло из следующих народов:
1. Сербы (75,39 %)
2. Хорваты (8,51 %)
3. Югославы (2,87 %)
4. Венгры (2,43 %)
5. Черногорцы (1 %)

## Достопримечательности

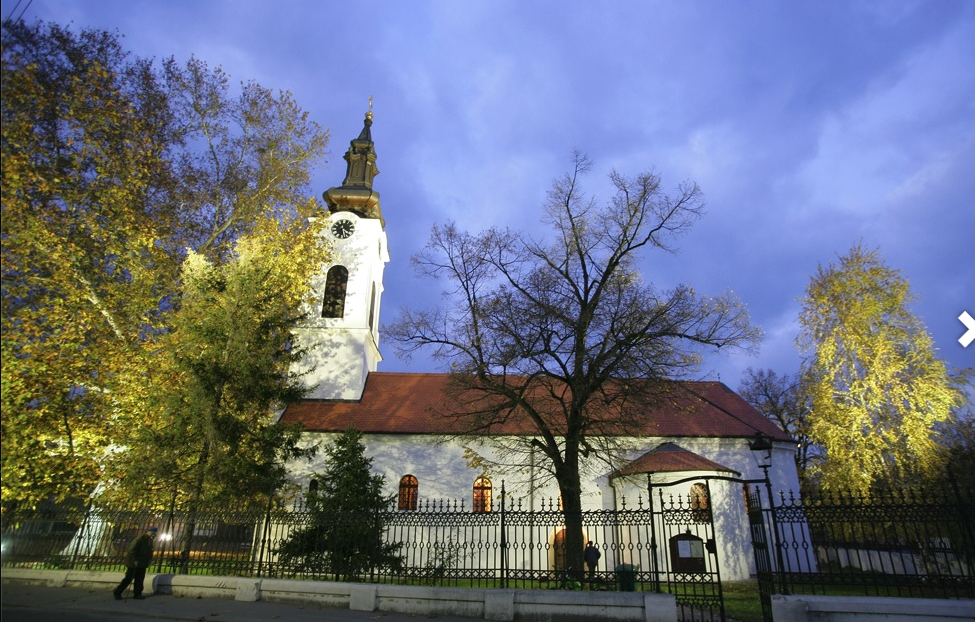
Церковь Святых Апостолов Петра и Павла
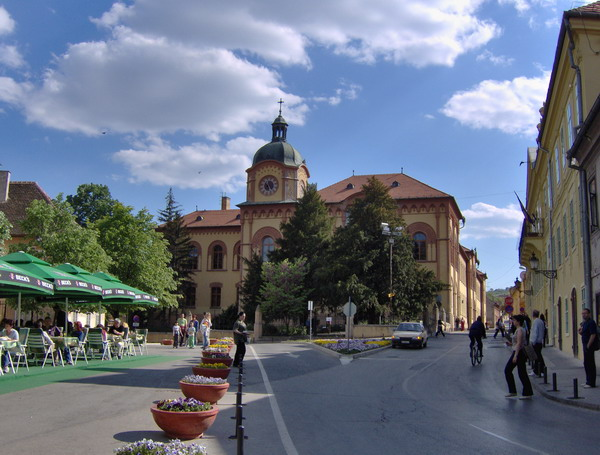
Гимназия
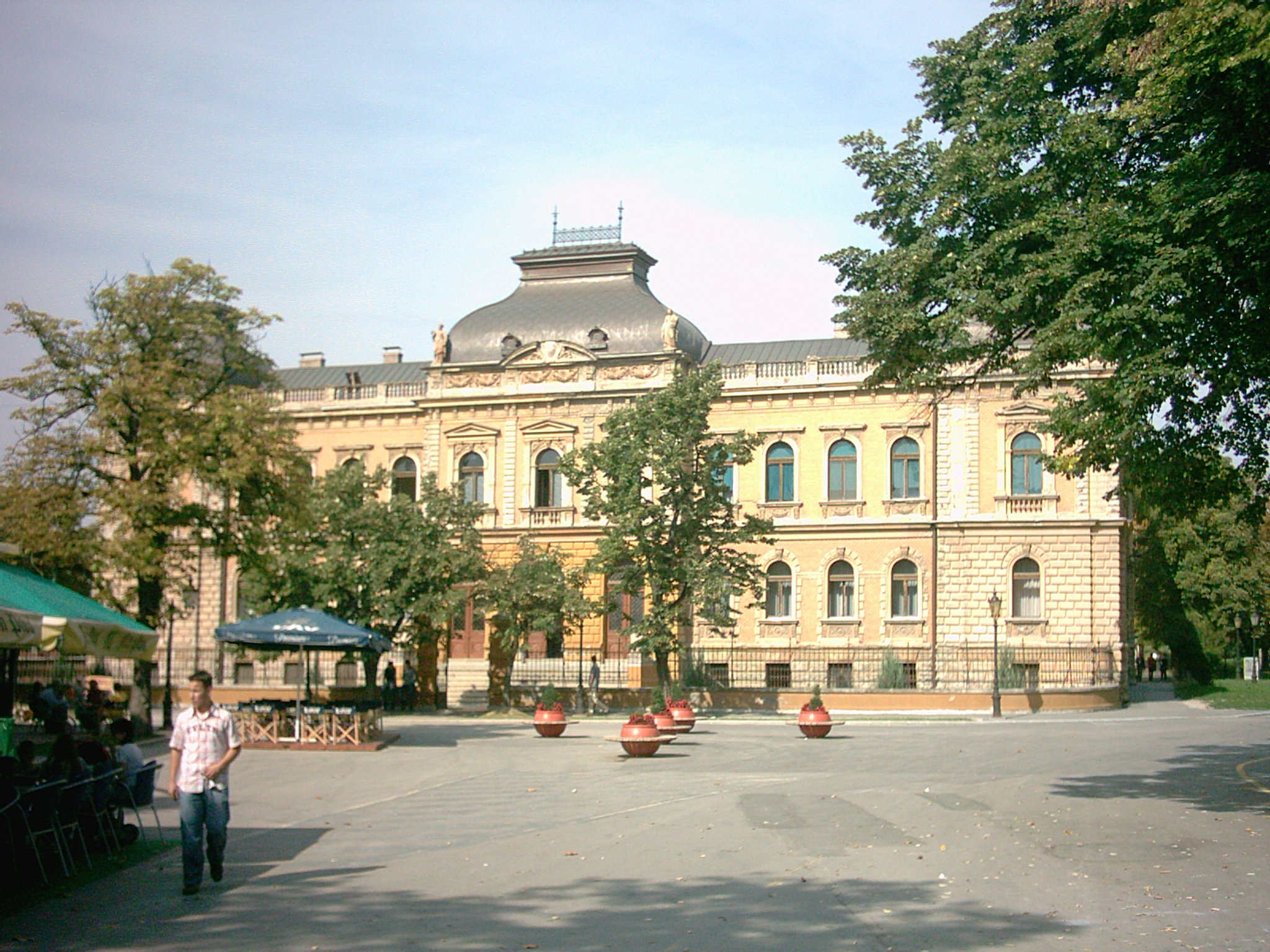
Семинария
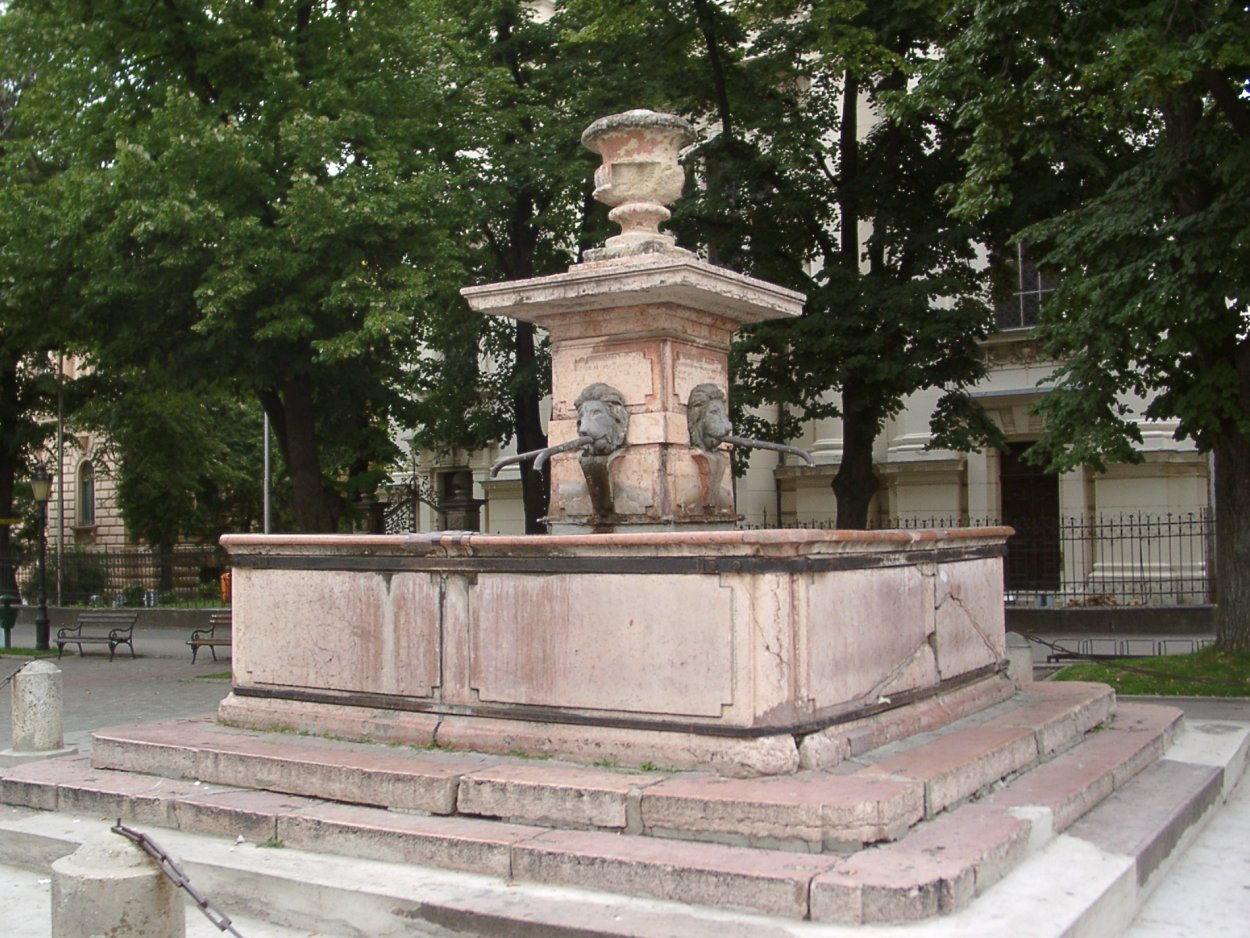
Фонтан «Четыре льва» (льётся на 4 стороны) в центре города
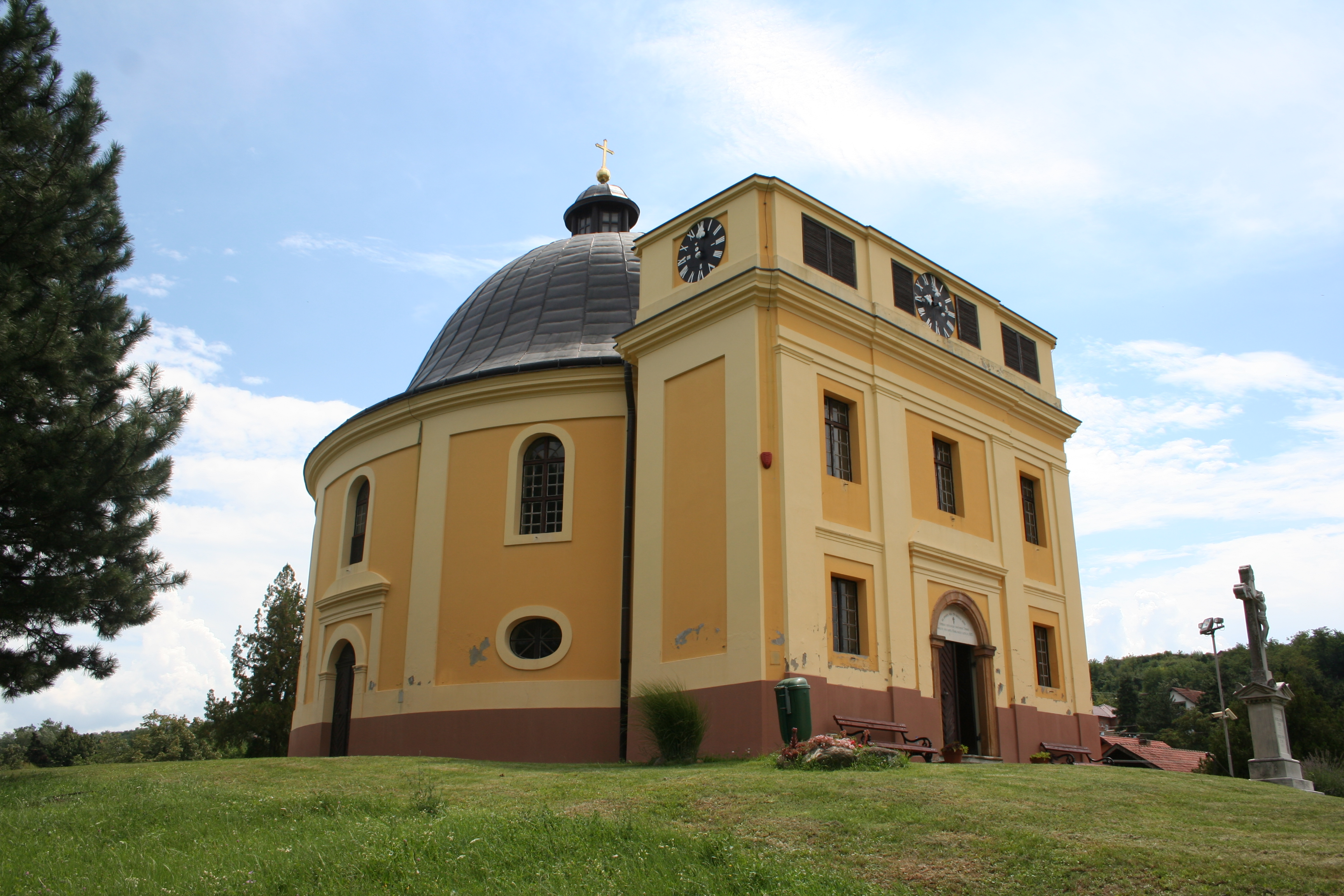
Капелла мира на месте подписания Карловицкого мирного договора 1699 года
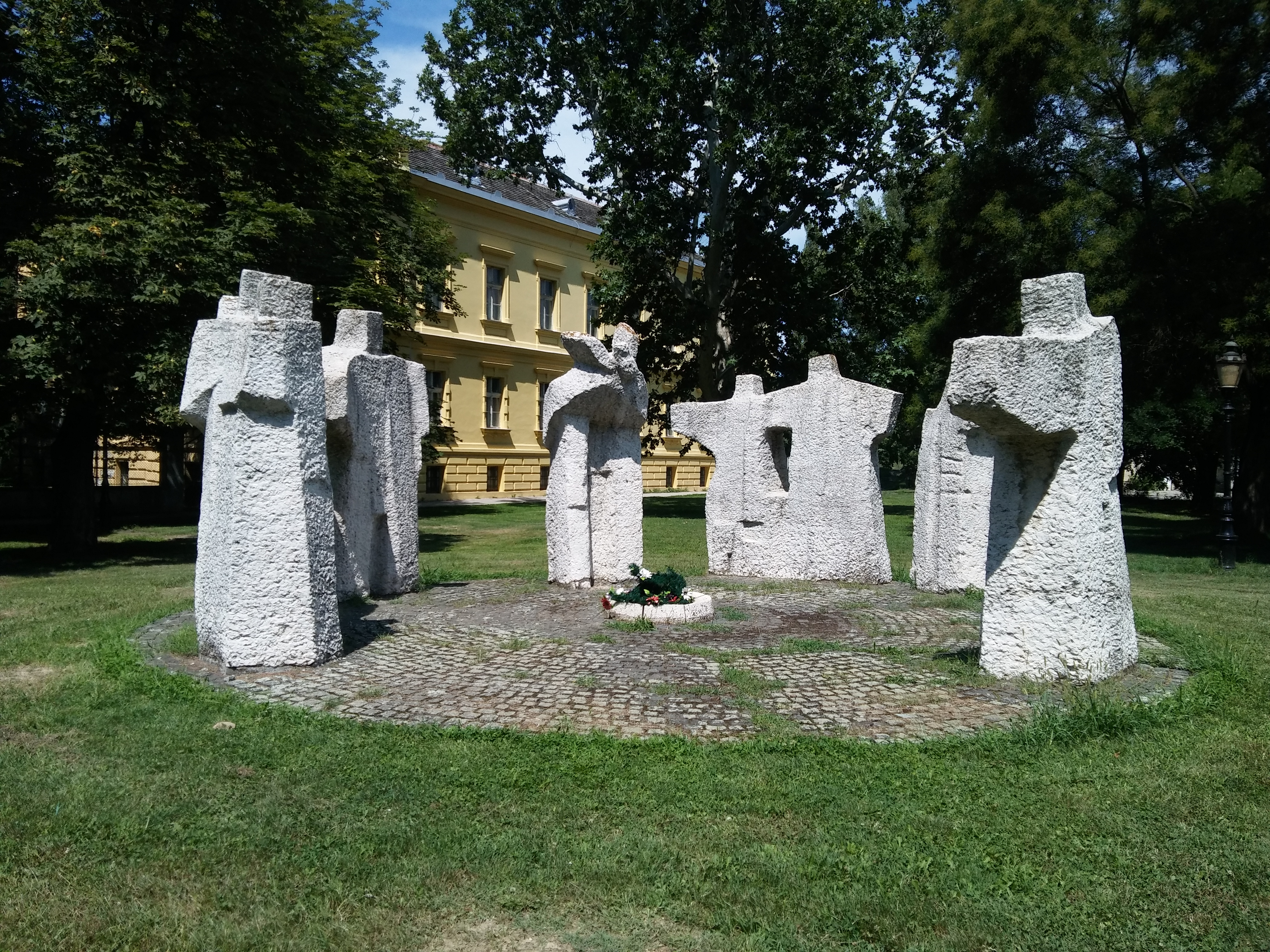
Памятник павшим во время Второй мировой войны

## Города-побратимы
- Брикебек, Франция[4]
- Эйме[фр.], Франция
- Тиват, Черногория (2007)
- Новочеркасск, Россия
- Сергиев Посад, Россия
- Батайск, Россия
- Бардейов, Словакия